# بصل أخضر
البصل الأخضر هو النبات الصالح للأكل الذي يأتي من أنواع الثوم المختلفة، وجميع أنواع البصل و«أشباه البصل»، التي بها أوراق خضراء مجوفة وينقصها البصيلة الجذرية المتطورة بشكل كامل.

## أصل الكلمة

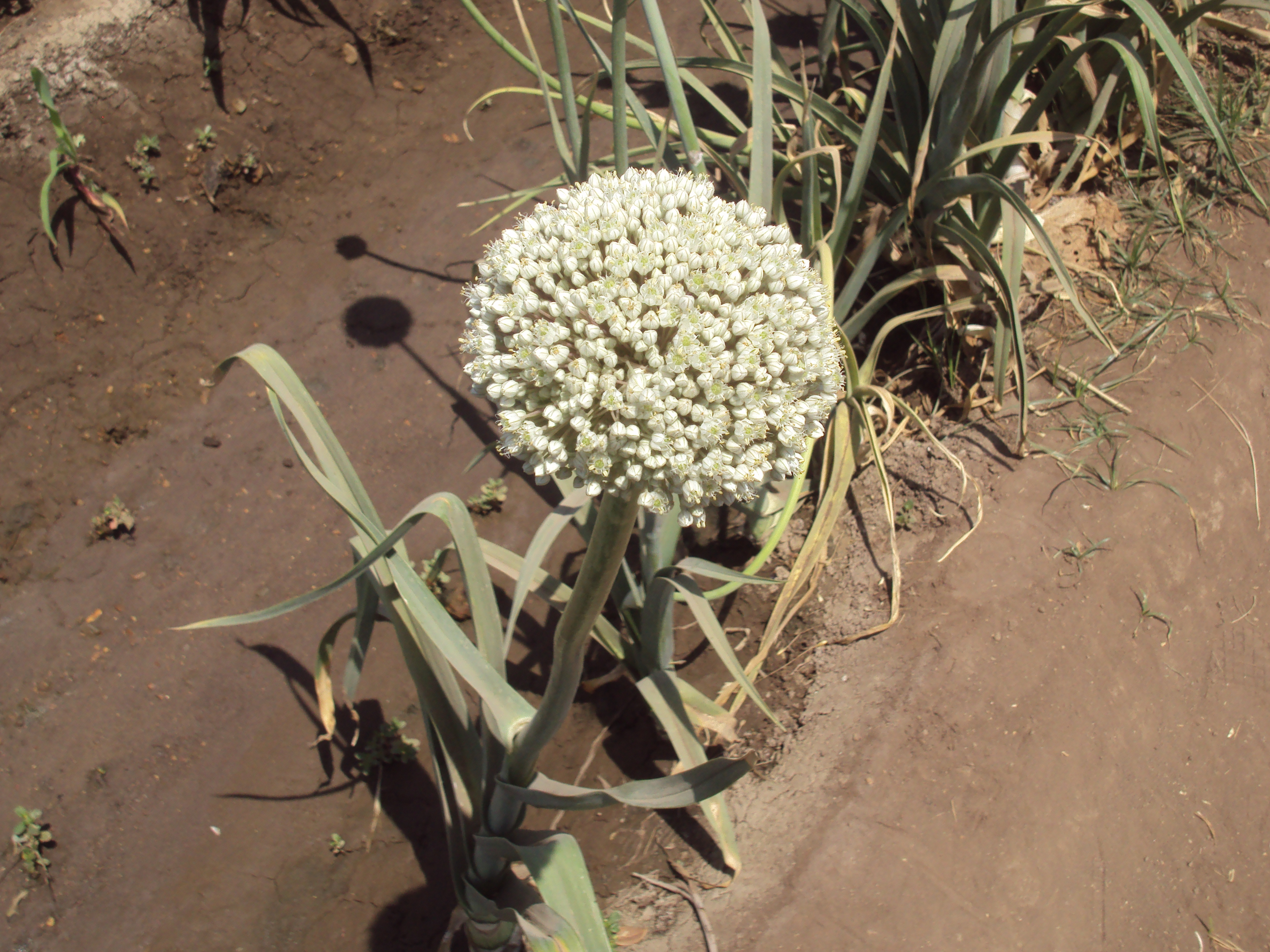
بذور البصل الأخضر.

الكلمات بصل أخضر وكراث لها علاقة ويمكن إرجاعها إلى المصطلح اليوناني اسكولونيون كما وصفه الكاتب اليوناني ثيوفراستس. وهذا الاسم، بدوره يبدو مشتقًا من اسم مدينة عسقلان. والبصل الأخضر نفسه يأتي في الظاهر من الشرق الأقصى لأوروبا.

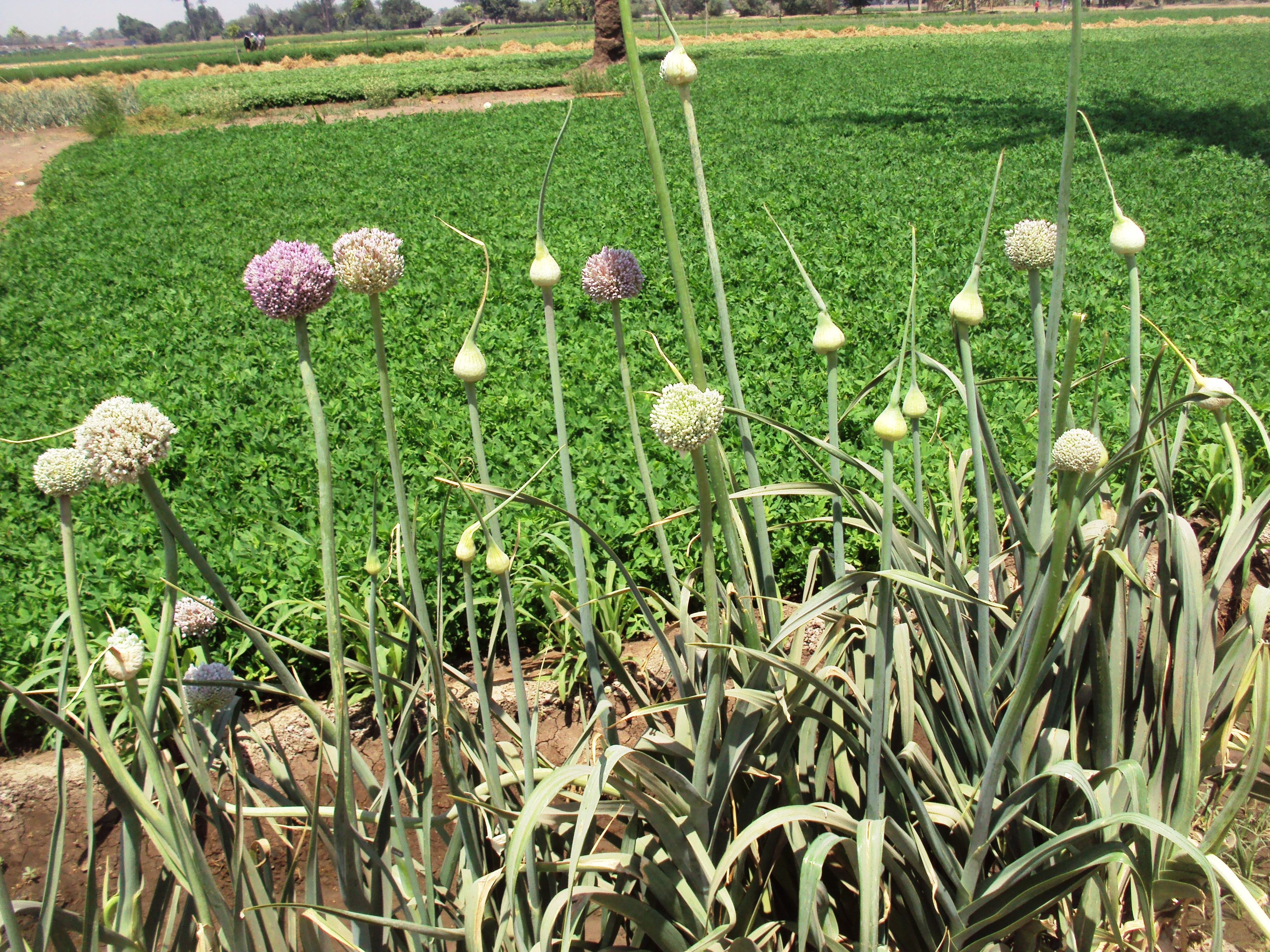
مجموعة من بذور البصل المختلفة بمصر.

## الأنواع
لا يُعد البصل الويلزي (الثوم القصبي) بُصَيلة حتى عند نضجه، وينمو في الغرب بشكل حصري كبصل أخضر أو بصل سلطة، على الرغم من أنه في آسيا يعتبر هذا النوع ذي أهمية أولية ويستخدم طازجًا في الطهي، ويستخدم أيضا مع النباتات الصغيرة مثل: الكراث الأندلسي. سُمّيَ في السابق أسكالونيكام، ويُحصد قبل تكوّن البُصَيلة أو في بعض الأحيان عندما تتكون بصيلة خفيفة. ومعظم الأصناف التي نمت في الغرب بشكل رئيسي كبصل السلطة أو البصل الأخضر تنتمي إلى سيبا سيبا.

## الاستخدامات

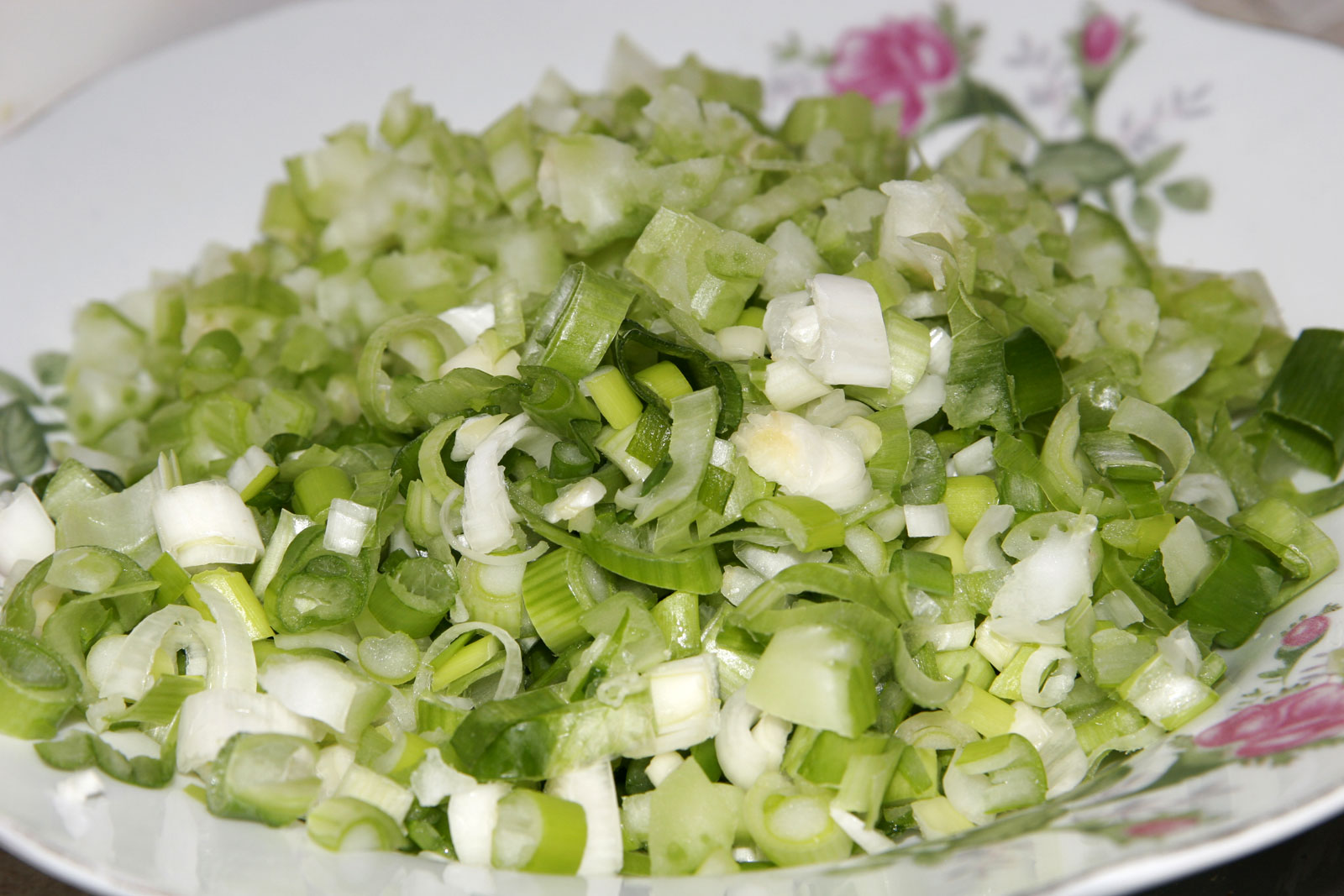
البصل المخروط

يتم حصده لمذاقه وهو أكثر ليونة من معظم أنواع البصل. ويمكن طهيه أو استخدامه نيئًا كجزء من السلطة، صلصة، أو الوصفات الآسيوية. البصل المكعب يستخدم في الشربة، وبعض أنواع المكرونة وطعام البحر، وكذلك السندويتشات وبهار الكري أو كجزء من المقليات. وفي العديد من الصلصات الشرقية، تتم إزالة ربع بوصة من قاع جذور البصل قبل الاستخدام.
وفي المكسيك (Mexico)، تشير كلمة بصل (cebollitas) إلى البصل الأخضر الذي يرش بالملح ويشوى كاملاً دون تقطيع. وبعد تغطيته بعصير الليمون، يتم تقديمه كطبق تقليدي مرافق لأطباق الأسادو (asado).
وفي المطبخ القطالوني (Catalan cuisine)، يعتبر بصل الكالسوتس (calçot) مجموعة من البصل الأخضر التي تؤكل بشكل تقليدي في الكالسوتودا (calçotada) (وجمعها: كالسوتودات) (calçotades). ويتم عقد المناسبة الشعبية لتذوق الطعام التي تحمل نفس الاسم بين نهاية الشتاء وأوائل الربيع، حيث يتم شوي بصل الكالسوتس وغمسه في صلصة الكالسوتس أو في صلصة رومسكو (romesco sauce)، ويستهلك بكميات كبيرة.
وفي فيتنام (Vietnam)، يعتبر البصل الويلزي (Welsh onion)عنصرًا هامًا لإعداد البصل المخلل (dưa hành) (البصل المخلل fermented onions) الذي يقدم في مناسبةالتيت (Tết) السنة الفيتنامية الجديدة (Vietnamese New Year). ويستخدم نوع من الصلصة، موهانا (mỡ hành) (بصل ويلزي محمر في الزيت)، في أبطاق مثل كومتام (cơm tấm)، وبنه إت (bánh ít) وكاتيمنونج (cà tím nướng) وأطباق أخرى. والبصل الويلزي يعتبر عنصرًا رئيسيًا في طبق العصيدة (cháo hành)، الذي يمثل طبق عصيدة الأرز لعلاج حالات البرد العام.

## الأنواع
- أليوم سيبا (Allium cepa)
  - «وايت ليزبون» (White Lisbon)
  - «وايت ليسبون وينتر هاردي» (White Lisbon Winter Hardy) - مجموعة أكثر شدة لمقاومة برد الشتاء.
  - كالسوتس (Calçot)
- أليوم فيستولوسم (Allium fistulosum)
- أليوم (Allium) ×تعدد التخصصات
- أليوم (Allium) الصيني

## وصلات خارجية
- [<a href="http://www.gene.affrc.go.jp/htbin/plant/image/get_logo_e?plno=31401003">http://www.gene.affrc.go.jp/htbin/plant/image/get_logo_e?plno=31401003</a> Varieties of Japanese scallion (negi)]

قالب:Allium